# Critico
Un critico è un esperto che esercita la critica d’arte o letteraria per professione. Collabora a una testata giornalistica analizzando libri, spettacoli od opere d'arte. L'articolo scritto da un critico prende il nome di recensione.
Per critica artistica si intendono l'insieme di strumenti teorici, contenuti e studi, dedicati alla valutazione di un prodotto artistico. La critica letteraria, la critica cinematografica, la critica teatrale, la critica fumettistica e la critica musicale si interessano rispettivamente di letteratura, cinematografia, teatro, fumetto e musica.
Un critico non deve essere necessariamente iscritto all'Ordine dei giornalisti.